# Antonin Perbosc
Pour les articles homonymes, voir Perbosc.
Antonin Perbosc (prénoms à l'état-civil Antoine Crépin), né le 25 octobre 1861 à Labarthe (Tarn-et-Garonne) et mort le 6 août 1944 à Montauban, est un ethnographe et poète occitan. Militant pour la décentralisation, contre l’exode rural, pour la démocratie ainsi que la laïcité, Perbosc a participé à la création de nombreuses revues littéraires en Occitanie.

## Biographie

### Études
Antonin Perbosc fréquente tout d'abord une école publique située à Vazerac, puis il poursuit ses études secondaires à l’Institution Gasc située à Lafrançaise. Il est ensuite accepté à l'école normale d'instituteurs de Montauban avec une moyenne de 20 en français (il est alors boursier du département).

### Parcours institutionnel
Jusqu'en 1912, Perbosc est instituteur dans diverses communes du Tarn-et-Garonne : Saint-Nicolas-de-la-Grave, Arnac, Lacapelle-Livron, Laguépie, Comberouger puis La Ville-Dieu-du-Temple de 1908 à 1912. 
Il est bibliothécaire de la ville de Montauban de 1912 à 1932.

### Collectes de traditions
Il est durant quinze ans instituteur à Comberouger, un petit village à 30 km de Montauban où il mène avec ses élèves une enquête folklorique très remarquée pour sa méthode et ses abondants résultats. Militant acharné de l'éducation populaire, il inculque à ses élèves l'intérêt pour les traditions et le patrimoine de leur région, en particulier la langue qu'il fait entrer dans l'école malgré les directives ministérielles qui l'interdisent, comme toutes les langues non françaises de l'hexagone. Il leur fait accomplir un très important travail de collecte en les regroupant sous forme associative en une « société traditionniste » (51 élèves, filles et garçons, entre 1900 et 1908) .
Ces élèves recueillent dans leur entourage le patrimoine oral : chansons, dictons et proverbes, légendes, contes... Ils notent fidèlement, sans rien y changer, les récits en dialecte local. Les plus jeunes élèves, qui ne savent pas encore écrire, content à leurs camarades plus âgés, qui écrivent sous leur dictée (méthode très innovante). Le travail réalisé par Perbosc et ses écoliers suscite l'attention des savants folkloristes au Congrès des Traditions Populaires de Paris en 1900. Les récits contés par les enfants sont transcrits dans un cahier conservé à la Bibliothèque d'études et du patrimoine de Toulouse et quelques-uns sont publiés en 1914 sous le titre Contes de la vallée du Lambon ou dans des revues dès 1900, souvent en traduction française. Il faut attendre 2013 pour voir paraître, sous le titre Au Pais de la gata blanca, l'ensemble des textes occitans des Contes populaires recueillis à Comberouger, établi d'après les manuscrits toulousains complétés par des copies établies dans les années 1950 pour le Musée National des Arts et Traditions Populaires (transférés au MuCEM, Marseille).
L'enquête personnelle vient compléter les récits naïvement obscènes recueillis par les écoliers de la Société traditionniste de Comberouger. Perbosc publie en 1907 un premier recueil de Contributions au folklore érotique, sous le pseudonyme de Galiot et Cercamons à l'initiative d'Henry Carnoy, directeur de la revue La Tradition (voir conte licencieux). Les Contes licencieux de l'Aquitaine sont le fruit du travail de recherches dans la région toulousaine et du Sud-Ouest de la France. Perbosc traduit les tournures languedociennes et gasconnes qui en font tout le piment. Cet ouvrage tiré à seulement 300 exemplaires est aussitôt devenu introuvable. Une seconde publication, enrichie d'une préface, permet de redécouvrir un aspect essentiel de la tradition orale méridionale. Le deuxième volume, L'Anneau magique réédité en 1987, est entièrement composé d'inédits et accompagné d'un index. Cet ouvrage en deux volumes, qui rend compte d'une des plus importantes collectes européennes de narrations érotiques, devait selon le projet de son auteur être suivi d'un troisième volume où les proverbes, comptines, devinettes et autres formes brèves de la littérature orale relative à la sexualité auraient été donnés dans leur dialecte occitan original. Ce que Perbosc nommait «  Mes Kryptadia d'Occitanie » est resté à l'état de manuscrit : Perbosc en a intégré une part dans ses contes en vers occitans : Fablèls, Fablèls calhols, Psophos, Contes Atal, Istorietas del tucolet ...

### Poète et conteur
L'œuvre poétique d'Antonin Perbosc se développe selon deux axes : la poésie lyrique telle qu'on la découvre dans Lo Got occitan (La coupe occitane, 1903 ; 1932) et Lo Libre del Campestre (Le Livre de la Nature, 1970 et rééditions partielles) et la poésie narrative des Fablèls, Fablèls calhòls (1936) et autres Contes Atal. Les deux tendances se rejoignent dans les deux volumes du Libre dels Auzèls ( Le Livre des Oiseaux, 1924 et 1930) .
Il est élu majoral du Félibrige en 1892.
Antonin Perbosc a collaboré en 1905 à la revue littéraire catalano-occitane Occitània.

### Es la guerra a la guerra
La guerra qu’an vougut
es la guerra a la guerra.
Son morts per nostra terra
e per tota la terra.
Traduction :
« La guerre qu’ils ont voulue
est la guerre à la guerre.
Ils sont morts pour notre terre
et pour toute la terre. »
Ces vers d'une inspiration pacifiste assez rare, se retrouvent sur différents monuments aux morts de la guerre de 1914-1918. Et notamment sur le monument aux morts d'Aniane (Hérault), celui de Saint-Félix-Lauragais et ceux de Graissens et Cadenac, deux hameaux situés sur le territoire de cette commune de Saint-Félix-Lauragais, Haute-Garonne.

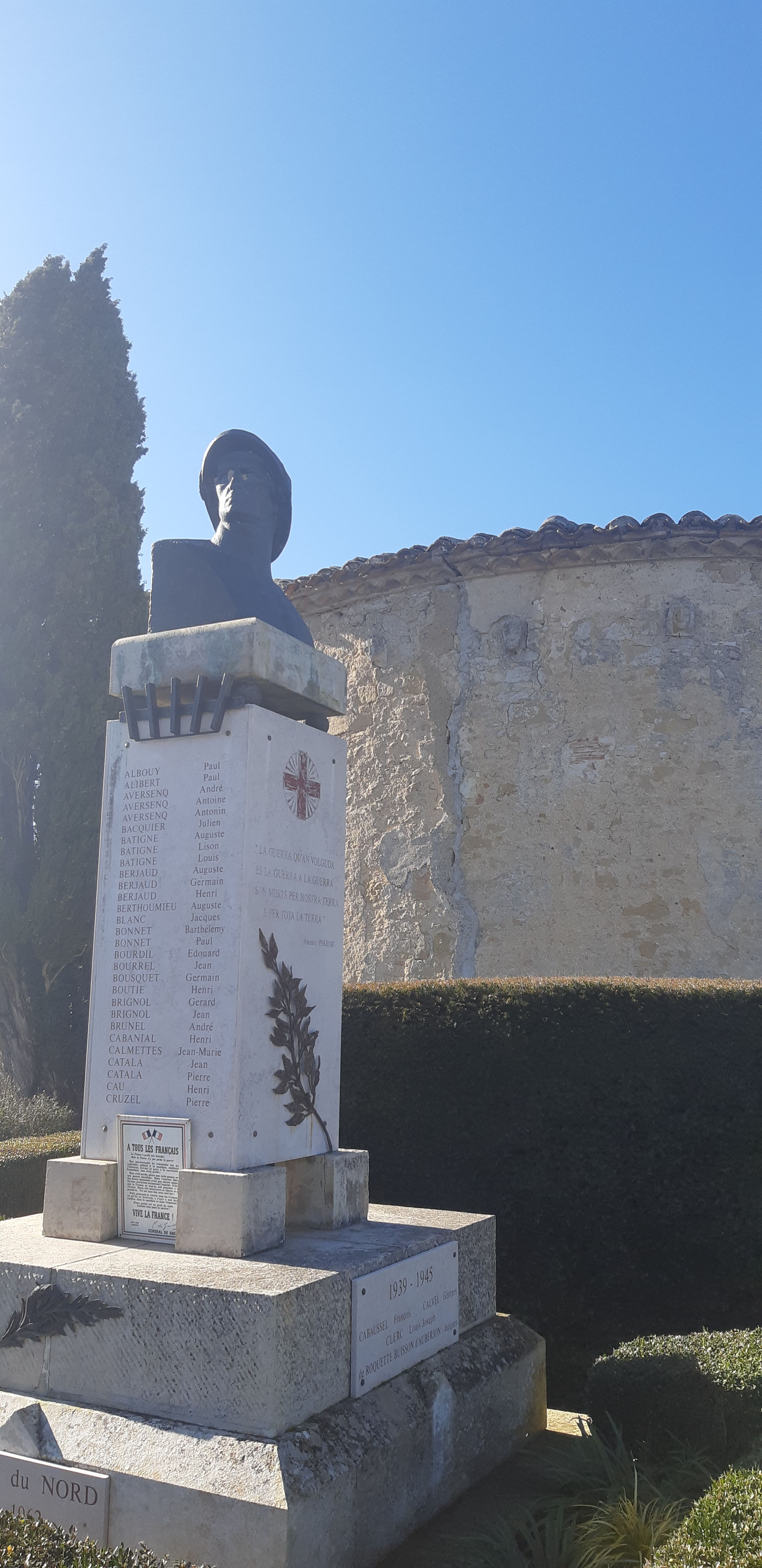
Sur une face du monument, poème d'Antonin Perbosc

## Principales publications
- Lo Gòt occitan, Biblioteca occitana de Mont-Segur, Toulouse, 1903 Lire en ligne. Rééd. bilingue, Toulouse, Privat - Paris, Didier, 1932
- Contes licencieux de l'Aquitaine : contributions au folklore érotique, 1907. Réédition : Éditions du Groupe audois de recherche et d'animation ethnographique, Carcassonne, 1984 T3
- Anthologie d'un centenaire. Pages choisies des écrivains tarn-et-garonnais (1808-1908). Prosateurs, P. Masson, Montauban, 1908
- Las Cansons del pòple, Éditions de la revista muzicala occitana, Toulouse, 1923
- La Debanadora, contes e burlas del campèstre am un Elucidàri del debanaire e un Estampèl de Paul Rolland, Oc, aux Éditions du travail, Toulouse, 1924
- Contes vièls e novèls. I. Fablèls, et II. Fablèls calhols, Éditions Occitania, Paris, 1936. Nouvelle édition des Fablèls calhols aux éditions Letras d'òc, Toulouse, 2016. Lire en ligne
- Contes de Gascogne, rassemblés par Suzanne Cézerac, introduction de Camille Soula, Éditions Erasme, Paris, 1954. Lire enligne sur Gallica
- Lo Libre del campèstre, Institut d'études occitanes, Toulouse, 1970
- Manifestes occitans, publié par Mostra del Larzac, La Cavalerie, Les Infruts, 1976.
- Proverbes et dictons du pays d'oc, présentés et publiés par Josiane Bru et Daniel Fabre, Rivages, Marseille, 1982
- Le Langage des bêtes : mimologismes populaires d'Occitanie et de Catalogne, édités par Josiane Bru, préface de Daniel Fabre, Centre d'anthropologie des sociétés rurales, Toulouse, 1988
- L'Arada, sonets occitans am un revirament en verses francezes per Arnaud Ferrand, 1906, Toloza, Lire en ligne. Rééd. avec présentation et traduction par Xavier Ravier, Atlantica : Institut occitan, Biarritz, 2000
- Les Langues de France à l'école, et quelques autres textes sur la question, choisis et présentés par Hervé Terral, Trabucaire, Canet, 2006
- Contes atal, postface de Josiane Bru, Letras d'òc, Toulouse, 2006.
- Istorietas del tucolet éditadas per Joan Eygun, Letras d'òc, Toulouse, 2011.
- Lo libre  dels auçèls, novèla edicion, Institut d'Estudis occitans, 2011. Prefacia de Felip Gardy. Bio-bibliographie de Josiane Bru.
- Au país de la gata blanca Contes populars amassats a Combarogèr. Edicion establida per Josiana Bru e Joan Eygun. Tolosa, Letras d'òc, 2013. Coll. Camins

## Hommages
Plusieurs villes d'Occitanie ont donné le nom d'Antonin Perbosc à une voie publique : Caussade, Montauban, Muret, Saint-Sardos, Toulouse, Verdun-sur-Garonne, Vazerac, Villefranche-de-Rouergue. Il a également été donné au collège d'Auterive.